# Noyan
Noyan är en kommun i provinsen Québec i Kanada. Den ligger i regionen Montérégie, i den sydöstra delen av landet, 190 km öster om huvudstaden Ottawa.
Kommunen är officiellt tvåspråkig (franska och engelska), med 77 % fransktalande och 19 % engelsktalande (modersmålstalare) vid folkräkningen 2021.